# 穆瓦兰 (上马恩省)
穆瓦兰（法語：Moëslains，法語發音：[mwalɛ̃]）是法国上马恩省的一个市镇，位于该省北部偏西，属于圣迪济耶区。

## 地理
穆瓦兰（48°37'14"N, 4°53'43"E）面积1.62 平方千米，位于法国大東部大區上马恩省，该省份为法国东北部内陆省份，北起马恩省和默兹省，西接奥布省，西南接科多尔省，东南接上索恩省，东临孚日省。
与穆瓦兰接壤的市镇（或旧市镇、城区）包括：埃克拉龙-布罗库尔-圣利维埃、拉讷维尔欧蓬、聖迪濟耶、瓦尔库尔。

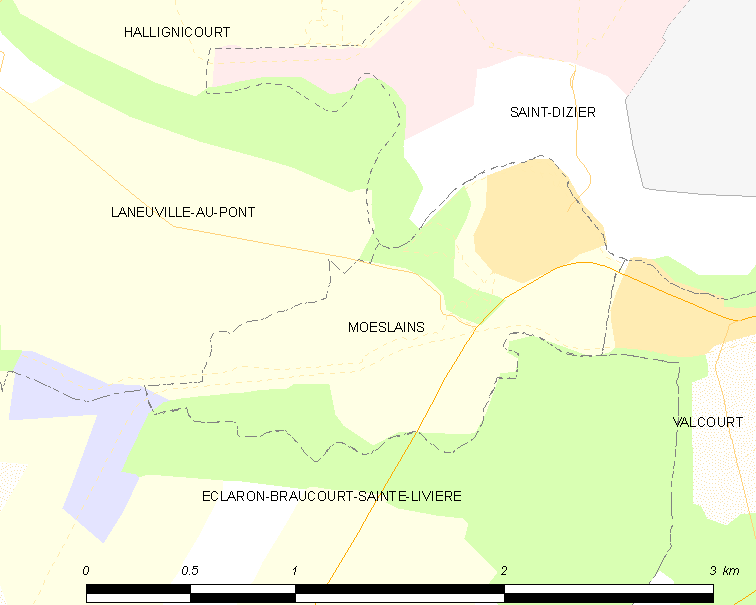
的OSM定位图

穆瓦兰的时区为UTC+01:00、UTC+02:00（夏令时）。

## 行政
穆瓦兰的邮政编码为52100，INSEE市镇编码为52327。

## 政治
穆瓦兰所属的省级选区为圣迪济耶第一县。

## 人口

1962-2008年间人口变化图示

穆瓦兰于2022年1月1日时的人口数量为461人。